# هاري يونغ
هاري يونغ (بالإنجليزية: Harry Young) هو مدرب كرة سلة أمريكي، ولد في 8 مارس 1893 في تشارلستون في الولايات المتحدة، وتوفي في 24 سبتمبر 1977 في ريتشموند في الولايات المتحدة.

## وصلات خارجية
- هاري يونغ على موقع كلية كرة السلة في سبورتس رفرنس.كوم (الإنجليزية)